# Saint Etienne (band)

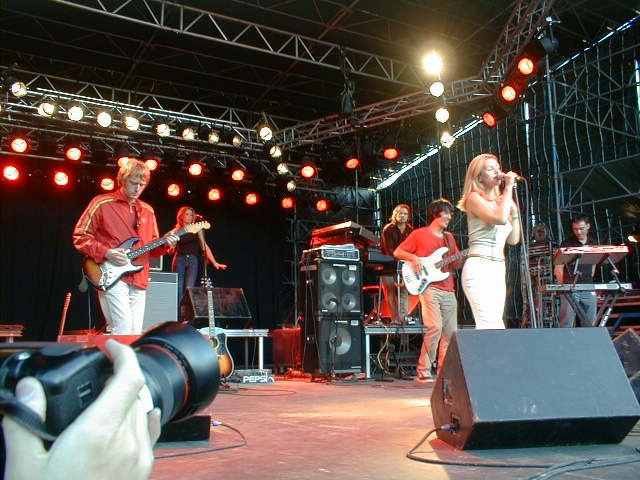
Saint Etienne

Saint Etienne (ook geschreven als St. Etienne) is een Britse muziekgroep. Ze maken wat in de Engelse muziekwereld indie dance wordt genoemd. De basis van de groep bestaat uit het drietal Sarah Cracknell, Bob Stanley en Pete Wiggs. De groep heeft zich vernoemd naar de Franse voetbalclub AS Saint-Étienne.
De groep wordt gezien als een van de bands die begin jaren negentig een nieuwe richting aan de indie dance gaf. Hun eerste nummers hadden nog het typerende housegeluid van rond 1988-1991, maar langzaam verschoof hun stijl in de richting van wat tegenwoordig indie dance genoemd wordt. In 2000 werken ze samen met Paul van Dyk op het nummer Tell Me Why.